# ماكسيميليان بايشتر
ماكسيميليان بيستر (بالألمانية: Maximilian Beister) من مواليد (6 سبتمبر 1990) هو لاعب كرة قدم ألماني يلعب أساسا في مركز مهاجم ، ولكن يمكن أيضا أن يقوم بدور لاعب خط وسط.

## حياته الكروية
يلعب حاليا مع نادي هامبورغ اس في ، وقد سبق له اللعب مع منتخب ألمانيا لكرة القدم للشباب.

## روابط خارجية
- ماكسيميليان بايشتر على موقع قاعدة بيانات كرة القدم.إي يو (الإنجليزية)
- ماكسيميليان بايشتر على موقع بيانات كرة القدم. دي إي (الألمانية)
- ماكسيميليان بايشتر على موقع Soccerway.com (الإنجليزية)
- ماكسيميليان بايشتر على موقع عالم كرة القدم.نت (الإنجليزية)
- ماكسيميليان بايشتر على موقع كووورة
- ماكسيميليان بايشتر على موقع AS.com (الإسبانية)